# Amelin (powiat parczewski)
Amelin – wieś w Polsce położona w województwie lubelskim, w powiecie parczewskim, w gminie Siemień.
W latach 1975–1998 miejscowość należała administracyjnie do województwa bialskopodlaskiego.
Wieś stanowi sołectwo w gminie Siemień. Według Narodowego Spisu Powszechnego z roku 2011 wieś liczyła 123 mieszkańców.
Wierni Kościoła rzymskokatolickiego należą do parafii św. Stanisława w Czemiernikach.